# Dar al-Athar al-Islamiyyah

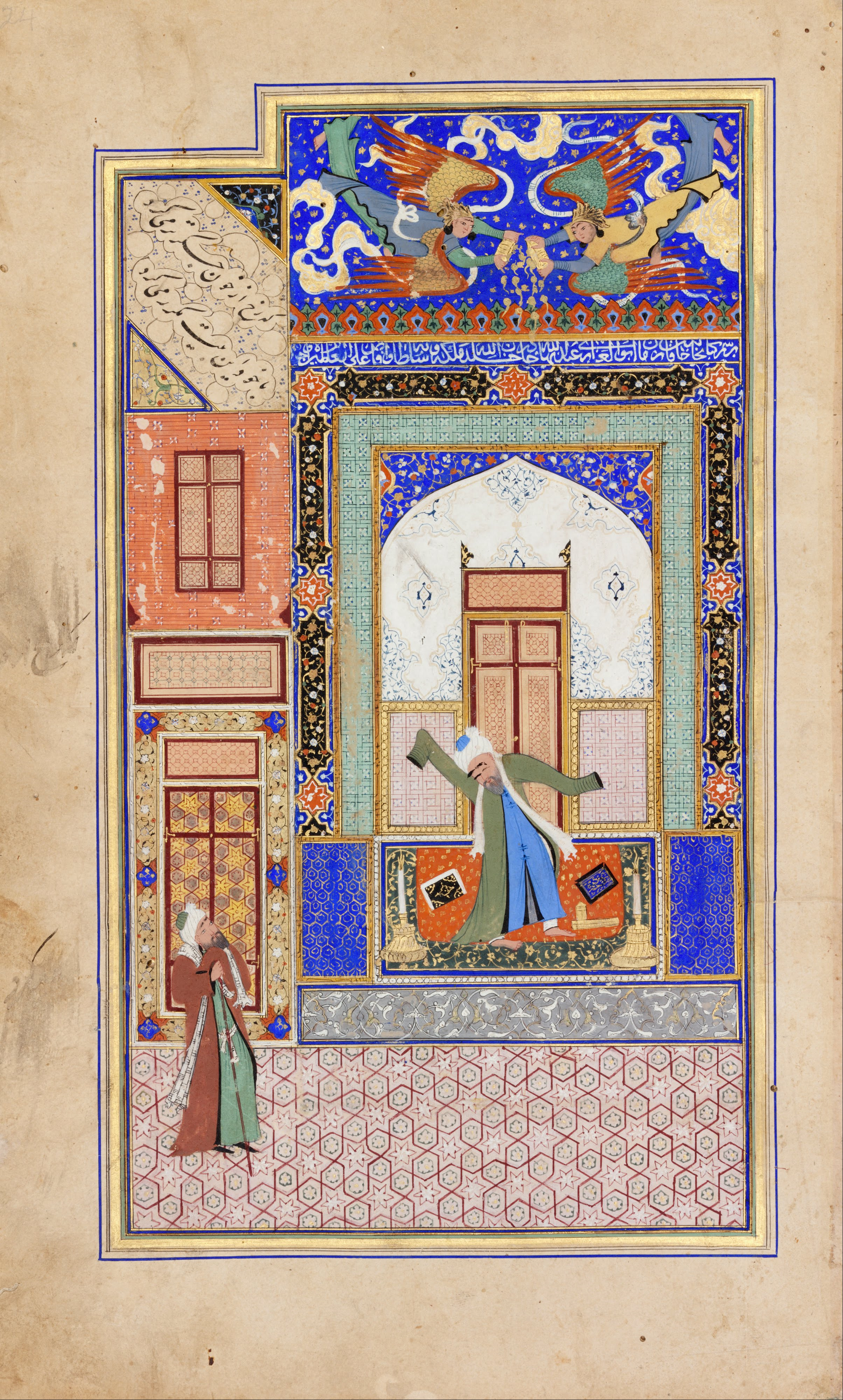

La Dar al Athar al Islamiyyah è un'organizzazione culturale operante in diversi centri del Kuwait. L'organizzazione possiede una collezione di oltre 20.000 articoli di arte islamica rara. La collezione appartiene a Sheikh Nasser Mohammed Al-Ahmed Al-Sabah e a sua moglie Sheikha Hussa Sabah Al-Salem Al-Sabah, la quale ha personalmente la supervisione del museo. Molti oggetti, specialmente quelli del periodo pre-islamico, sono ospitati presso il Centro Culturale Americano in Kuwait.
I Dar al Athar al Islamiyyah cultural centres comprendono un settore formativo, laboratori di conservazione e biblioteche di ricerca.